# Gaspard Bauhin
Gaspard Bauhin (inaczej Casper Bauhin, ur. 17 stycznia 1560, zm. 5 grudnia 1624) – szwajcarski naturalista, lekarz, anatom i botanik.
Wprowadził binominalny system klasyfikacji do anatomii i botaniki. Studiował na Uniwersytecie Padewskim. Wykładał w Bazylei. Autor publikacji Theatrum anatomicum (1592), uważanej za bardzo obszerną jak na owe czasy. W dziele tym wprowadził zasadę nadawania nerwom, mięśniom i naczyniom nazw odzwierciedlających ich istotne cechy, zamiast powszechnego w jego czasach ich numerowania. Jako pierwszy opisał zastawkę krętniczo-kątniczą (oddzielająca jelito kręte od grubego), która do dziś nazywana jest potocznie zastawką Bauhina.
Brat Gasparda, Jean Bauhin, był także botanikiem i naturalistą.

## Życie

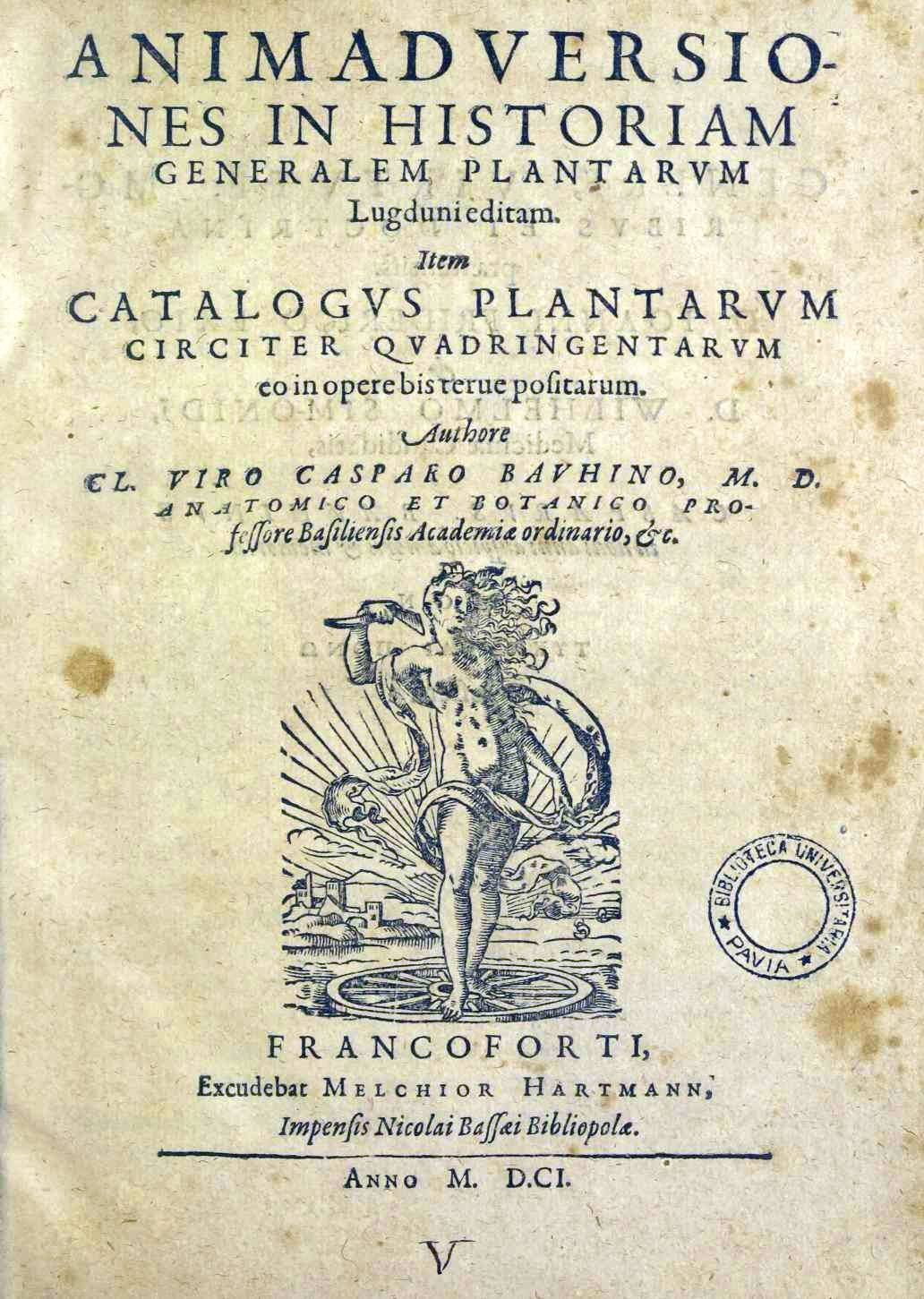
Animadversiones in historiam generalem plantarum, 1601

Gaspard Bauhin był synem francuskiego lekarza Jeana Bauhina, który ok. 1540 przeniósł się z Francji do Bazylei uciekając, jako protestant, przed prześladowaniami religijnymi. Przyszedł na świat w Bazylei 17 stycznia 1560. W wieku 12 lat rozpoczął naukę na Uniwersytecie Bazylejskim. W latach 1577–1581 odbył podróż po Francji i Włoszech nawiązując wiele trwałych kontaktów z europejskimi botanikami, którzy później przesyłali mu okazy roślin otrzymywanych z Azji i Nowego Świata. W tym czasie studiował też przez trzy lata na Uniwersytecie Padewskim medycynę i botanikę. Studiował też chirurgię i anatomię w Paryżu . W maju 1580 odwiedził Tybingę. Po powrocie zaczął na Uniwersytecie w Bazylei przeprowadzać sekcje zwłok – pierwsza z nich miała miejsce 27 lutego 1581 i była to pierwsza sekcja na tym uniwersytecie po 10-letniej przerwie . W 1581 otrzymał tytuł doktora medycyny (wykład doktorski dotyczył bólów kolkowych), rok później posadę profesora języka greckiego, a w 1589 został profesorem anatomii i botaniki. Później czterokrotnie zostawał rektorem tego uniwersytetu (w latach 1592, 1598, 1611, 1619) oraz ośmiokrotnie dziekanem wydziału medycyny , a także naczelnym lekarzem Bazylei. W 1596 Fryderyk I Wirtemberski mianował go swoim pierwszym lekarzem.
Pomimo młodego wieku, już w latach 80. XVI w. Bauhin cieszył się sławą wybitnego lekarza i botanika i skupiał wokół siebie licznych uczniów i współpracowników. Należało do nich m.in. wielu Ślązaków, wśród których byli zmarły w 26 roku życia w amerykańskiej Wirginii Johannes Fleischer (młodszy) (1582–1608) z Wrocławia i urodzony w Niemodlinie późniejszy profesor medycyny w Strasburgu, Melchior Sebisch (1578–1674?). W 1584 r. Bauhin przygarnął innego młodego Ślązaka - zarażonego w Genewie malarią, pochodzącego z Gryfowa Śląskiego Caspara Schwenckfelda (1563–1609). Wyleczył go, umożliwił ukończenie studiów medycznych i zapoznał ze stosowanymi przez siebie metodami badawczymi w dziedzinie botaniki, dzięki czemu w przyszłości Schwenckfeld miał zyskać miano "Śląskiego Pliniusza".
Bauhin był trzykrotnie żonaty: w 1581 z Barbarą Vogelmann (z tego związku miał córkę), w 1596 z Marią Bruggler, a po 1597 z Magdaleną Burckhardt (z którą miał dwie córki i syna) .

## Prace w dziedzinie anatomii
W wieku 19 lat wydedukował, a następnie udowodnił na materiale sekcyjnym istnienie zastawki krętniczo-kątniczej. Podczas wykładów i pisania podręczników wzorował się na pracach Wesaliusza. O znaczeniu opublikowanego przez niego dzieła Theatrum anatomicum świadczą liczne cytaty w pracach późniejszych anatomów, w tym Williama Harveya.

## Prace w dziedzinie botaniki
Bauhin opracował system klasyfikacji, który uwzględniał naturalne związki między gatunkami roślin. Z tego powodu na poziomie wyższym od gatunku system ten nie jest udany – jako rodzaje Bauhin wyróżnia m.in. drzewa, krzewy i zioła. W 1596 wydał, jako przygotowanie do opracowywanej szerszej pracy, Phytopinax, czyli wykaz wszystkich znanych roślin. Znajduje się tam pierwszy opis ziemniaka, jako rośliny uprawianej we Włoszech. Opublikowane w 1623 dzieło Pinax theatri botanici uważane jest za ważną pracę w dziedzinie botaniki z dwóch powodów. Po pierwsze, zawiera opisy ponad 6000 roślin, a więc niemal wszystkich, jakie były znane Europejczykom w czasach Bauhina. Po drugie, wprowadza ono ideę binominalnego (czyli zawierającego dwie nazwy: rodzajową i gatunkową) systemu klasyfikacji. Podejście to, dopracowane później przez Cesalpina, inspirowało późniejszych przyrodników, takich jak John Ray i Karol Linneusz. Bauhin był też pionierem w dziedzinie tworzenia herbariów, czyli zbiorów zasuszonych roślin – stworzony przez niego zielnik zawierający 4000 okazów zachował się do dzisiaj.

## Upamiętnienie
Na cześć Bauhina nazwano m.in. jeden z gatunków jastrzębca – Hieracium bauhinii (Asteraceae). Rodzaj Bauhinia został nazwany tak przez Linneusza na cześć obu braci – Gasparda i Jeana. Przy nazwach gatunków opisanych przez Bauhina stosuje się skrót C.Bauhin.

## Dzieła
- Theatrum anatomicum (1592)
- Phytopinax (1596)
- De hermaphroditorum et monstrosorum partuum natura (1614)
- Prodromus theatri botanici (1620)
- Pinax theatri botanici (1623)